# D1 Grand Prix
D1 Grand Prix ( D1 グ ラ ン プ リ D1 guranpuri , скорочено  D1GP ) — серія (чемпіонат) з професійного дрифту, що проходить в Японії. Після декількох років розвитку аматорських змагань з дрифту, Дайджіро Інада, засновник журналу Option і Токійського автосалону, і легенда дрифту, Кейіті Цутія, організували змагання з дрифту на професійному рівні в 1999 і 2000 роках з метою підтримки і розвитку навичок пілотів, відібраних на місцевих змаганнях в різних районах Японії. У жовтні 2000 рік а, змагання були перетворені в серію з п'яти турів.
З тих пір серія набула поширення в США, Великій Британії, Малайзії, Нової Зеландії, і має велику кількість шанувальників по всьому світу. D1 стала еталоном для всіх серій дрифту, а система парних заїздів стала широко прийнятої в змаганнях по дрифту в усьому світі. Серія перетворила не тільки своїх співробітників, але і багатьох спортсменів в знаменитостей, що з'являються на різних телешоу і в автомобільних журналах по всьому світу. Так само велику популярність отримали масштабні моделі різних автомобілів серії і відеоігри та симулятори на тему професійного дрифту.